# Thomaskirche (Karlsruhe)
Die Thomaskirche ist eine evangelische Gemeindekirche im Karlsruher Stadtteil Daxlanden. Sie gehört zum Kirchenbezirk Karlsruhe und Durlach im Kirchenkreis Nordbaden der Evangelischen Landeskirche in Baden.

## Geschichte
Die Gründung einer für den südwestlichen Randbezirk von Karlsruhe zuständigen neuen evangelischen Pfarrei erfolgte 1933. Den 1938 ausgeschriebenen Architektenwettbewerb für die Errichtung einer Kirche mit Gemeindezentrum konnte der aus Karlsruhe gebürtige Otto Bartning für sich entscheiden, der zuvor 1933 bis 1935 mit seiner Markuskirche einen ersten Kirchenbau in Karlsruhe errichtet hatte. Nach seinen Plänen wurde 1939 der Kirchenbau begonnen, bedingt durch den Zweiten Weltkrieg aber wieder eingestellt. Erst 20 Jahre später konnte, nach erneutem Ausschreibungsverfahren, das Projekt unter Leitung Bartnings wieder aufgenommen werden, der über den bereits ausgeführten Grundmauern eine Neuplanung ausarbeitete. Nach dem Tod Bartnings im Februar 1959 wurde der Bau ab dem April 1959 durch seinen bisherigen Mitarbeiter Otto Dörzbach ausgeführt, die Einweihung der Kirche auf den Namen Thomaskirche erfolgte am 3. Adventsonntag, dem 11. Dezember 1960.

## Architektur
Die Karlsruher Thomaskirche Bartnings stellt eine künstlerische Weiterentwicklung seiner ein Vierteljahrhundert älteren Karlsruher Markuskirche dar. In den über rechteckigem Grundriss errichteten Umfassungsmauern ist durch eingestellte Betonbinder ein basilikaler Raumkörper mit elliptisch angelegtem Altarraum ausgegrenzt, der von dem raumhohen Glasfenster des Karlsruher Malers Klaus Arnold beherrscht wird.
Die Kirche erhielt in den Jahren 1961 bis 1965 durch den Karlsruher Orgelbauer Wilhelm Wagner eine mit Freipfeifenprospekt vor dem verglasten Giebelfeld der Fassade der Kirche aufgestellte Orgel mit 34 Registern, verteilt auf drei Manuale und Pedal, erweitert um ein elektronisches Auxiliarwerk.